# Paraneonetus
Paraneonetus is een geslacht van rechtvleugeligen uit de familie grottensprinkhanen (Rhaphidophoridae). De wetenschappelijke naam van dit geslacht is voor het eerst geldig gepubliceerd in 1948 door Salmon.

## Soorten
Het geslacht Paraneonetus is monotypisch en omvat slechts de volgende soort:
- Paraneonetus multispinus (Salmon, 1948)